# Водопад у Гостиљу
У селу Гостиље, у непосредној близини Златибора, налази се Гостиљски водопад који је један од највиших водопада у Србији. Његова висина се процењује на око 20 м. Околина је богата буковом и боровом шумом, и лековитим биљем. Као посебно обележје овог краја, водопад представља једану од посећенијих туристичких дестинација.

## Географски положај Гостиља
На брдовитој источној страни Златибора, у правцу старог пута Ужице–Кокин Брод, налази се село Гостиље. Кроз њега протиче река Катушница, а око ње се уздижу висови: Забоја, Борковац и Рађенов Омар. Налази се на надморској висини од 1.000 метара, а удаљено је од центра Златибора 25 km. У Гостиље се може доћи из више праваца. Са Златибора се може доћи преко Рудина и преко Тић-поља. Из правца Ужица долази се преко Беле Земље и Сирогојна. Уколико се путује од Ужица према Новој Вароши, код Водица, које се налазе на 14-ом килиметру од Златибора, скреће се десно и преко села Љубиша се може доћи до Гостиља. Удаљеност Гостиља од Београда је 250 km. Сви путеви који воде до водопада обележени су путоказима и смерницама. Захваљујући доброј сарадњи са локалном самоуправом, у Гостиљу је веома добро развијена путна инфраструктура.

## Историја Гостиља
Гостиље је једно од златиборских села која су сасвим сачињена од досељених породица. Они су се доселили у миграционом кретању, на раскршћу 17. и 18. века. У Гостиљу живи око 290 мештана, у око 100 домаћинстава. Ово село, као и многа друга, бележи пад у броју становника. У Гостиљу се налази и родна кућа Димитрија Туцовића, чија обнова је току. План Месне заједнице је да реконструише чувену собу Димитрија Туцовића, у коме се налазе вредне збирке књига, које ће бити доступне туристима.

## Водопад у Гостиљу
Чувени водопад, по коме је ово место познато, налази се на Гостиљском потоку, који се још назива и Врело. На гостиљској реци испред ушћа у реку Катушницу вода се обрушава са 20 метара, високо кречњачке литице, формирајући тако јединствен водопад. Низводно од водопада, поток гради већи број мањих водопада, слапова, брзака и вирова све до ушћа у реку Катушницу. Стазе дужине 450 метара повезују простор око водопада. У непосредној близини налазе се воденица поточара, два дрвена моста преко реке Катушнице и новоизграђени базен. На брду изнад водопада налази се парк са клупама, љуљашкама и клацкалицама за децу. Поток је битан по свом хидропотенцијалу, који је половином прошлог века снабдевао Гостиље електричном енергијом. Ово место је туристички уређено, у последње време бележи велики број посетилаца.

## Галерија фотографија
- Гостиљски поток